# Sint-Martinuskapel (Bever)

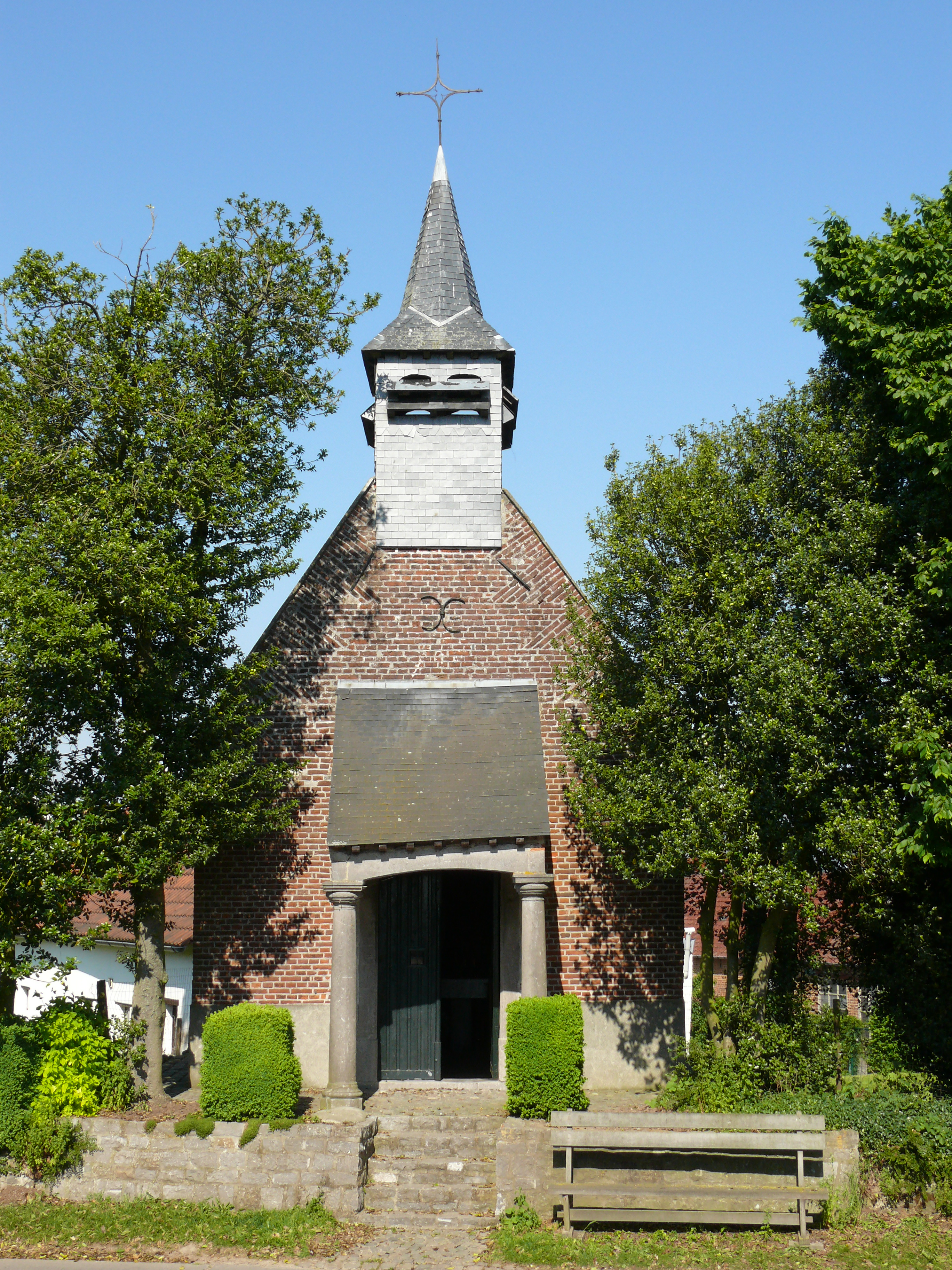
Sint-Martinuskapel

De Sint-Martinuskapel is een kapel in de Vlaams-Brabantse plaats Bever, gelegen aan Burght.
Het betreft een kapel op rechthoekige plattegrond met driezijdig afgesloten apsis. De voorgevel heeft een overluifd ingangsportaal en wordt bekroond door een dakruiter.
De kapel werd gebouwd in 1760 en draagt het opschrift: sancte Martinus ora pro nobis. In de apsis bevindt zich een Lourdesgrot van 1885.